# Чху Ён У
Чху Ён У (кор. 추영우?, 秋泳愚?; род. 5 июня 1999 года, Республика Корея) — южнокорейский актёр. Наиболее известен по ролям в телесериалах: «История госпожи Ок», за роль в котором получил престижную южнокорейскую премию «Пэксан» (2025), «Неожиданный деревенский дневник», «Оазис» и «Травматологический центр», за роль в котором был удостоен телепремии «Голубой дракон».

## Ранняя жизнь и образование
Чху Ён У родился 5 июня 1999 года в Республике Корея. В школьные годы он проявлял большой интерес к математике и естественным наукам, мечтая стать учёным-исследователем, биологом или преподавателем. Однако после консультаций по профориентации он начал сомневаться в своём выборе и поделился своими мыслями с родителями. Зимой, гуляя по улице, представитель JYP Entertainment вручил ему визитку агентства и Чху подумал о том, чтобы начать карьеру айдола. Однако его мама была против, считая, что он уже слишком взрослый для такого рода начинаний.
Выбор в пользу карьеры актёра был сделан после долгих размышлений о том, что действительно увлекает его. Осознав, что его привлекают пародии, озвучивание, подражание другим, он понял, что эта сфера способна удовлетворить его интересы. Родители поддержали его выбор и он переехал с семьей из Седжона, в котором они жили на тот момент, в Сеул для поступления в школу актёрского мастерства при Корейском национальном университете искусств.
Является членом южнокорейского актёрского агентства J,Wide Company (кор. 제이와이드컴퍼니).

## Карьера

### 2021–2022: Начало карьеры и первые роли

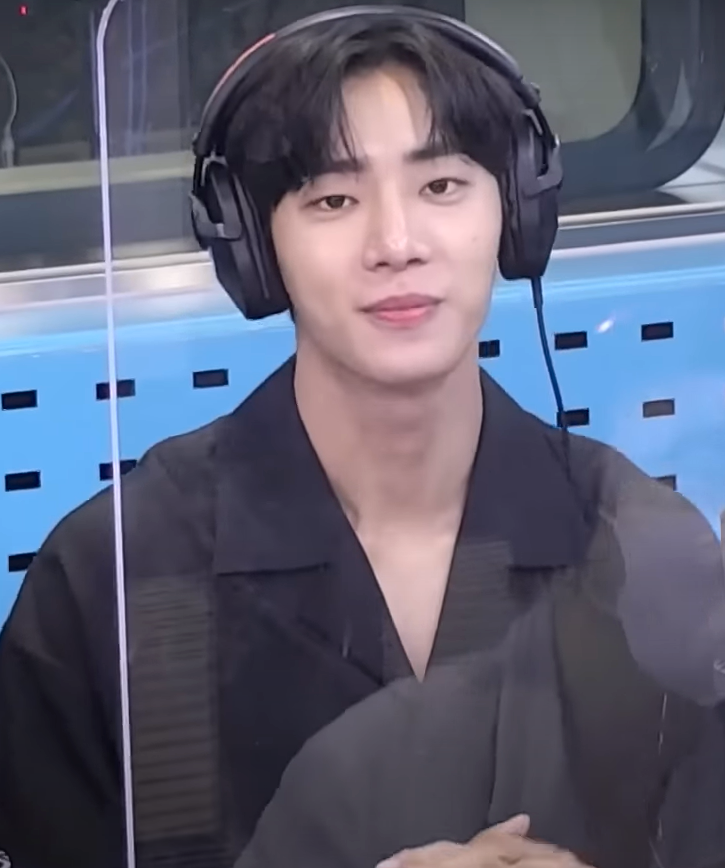
Чху Ён У в 2022 году

Дебютировав в 2021 году в BL-дораме от Viki Original «Ты заставляешь меня танцевать», исполнив роль Сон Шиона, амбициозного студента академии современных танцев страдающего от того, что его не принимают родители, актёр присоединился к актёрскому составу сериала «Полицейская академия», где исполнил роль Пак Минкю — студента первого курса Национальной полицейской академии и младшего сына семьи адвокатов. 24 ноября того же года стал одним из главных актёров сериала «Школа 2021», где сыграл Чон Ёнджу — переведённого студента с тайной историей. Первоначально роль должен был исполнять Ким Ёндэ, но после его отказа она досталась Ён У. За две последних работы был номинирован на KBS Drama Awards в категории «Лучший новый актёр».
В 2022 году стало известно, что Чху Ён У присоединился к дораме от Kakao TV «Неожиданный деревенский дневник», в которой сыграет роль Хан Джиюля, ветеринара из Сеула, который хочет как можно скорее уехать из деревни Хидон. После работы в городе Хан Джиюль оказывается во главе ветеринарной клиники в сельской местности и начинает ухаживать за крупными животными, такими как коровы и козы. За эту роль он был удостоен премии APAN Star Awards в категории «Выдающиеся достижения, актёр веб-сериала».

### 2023–наст. время: Рост популярности и первые успехи

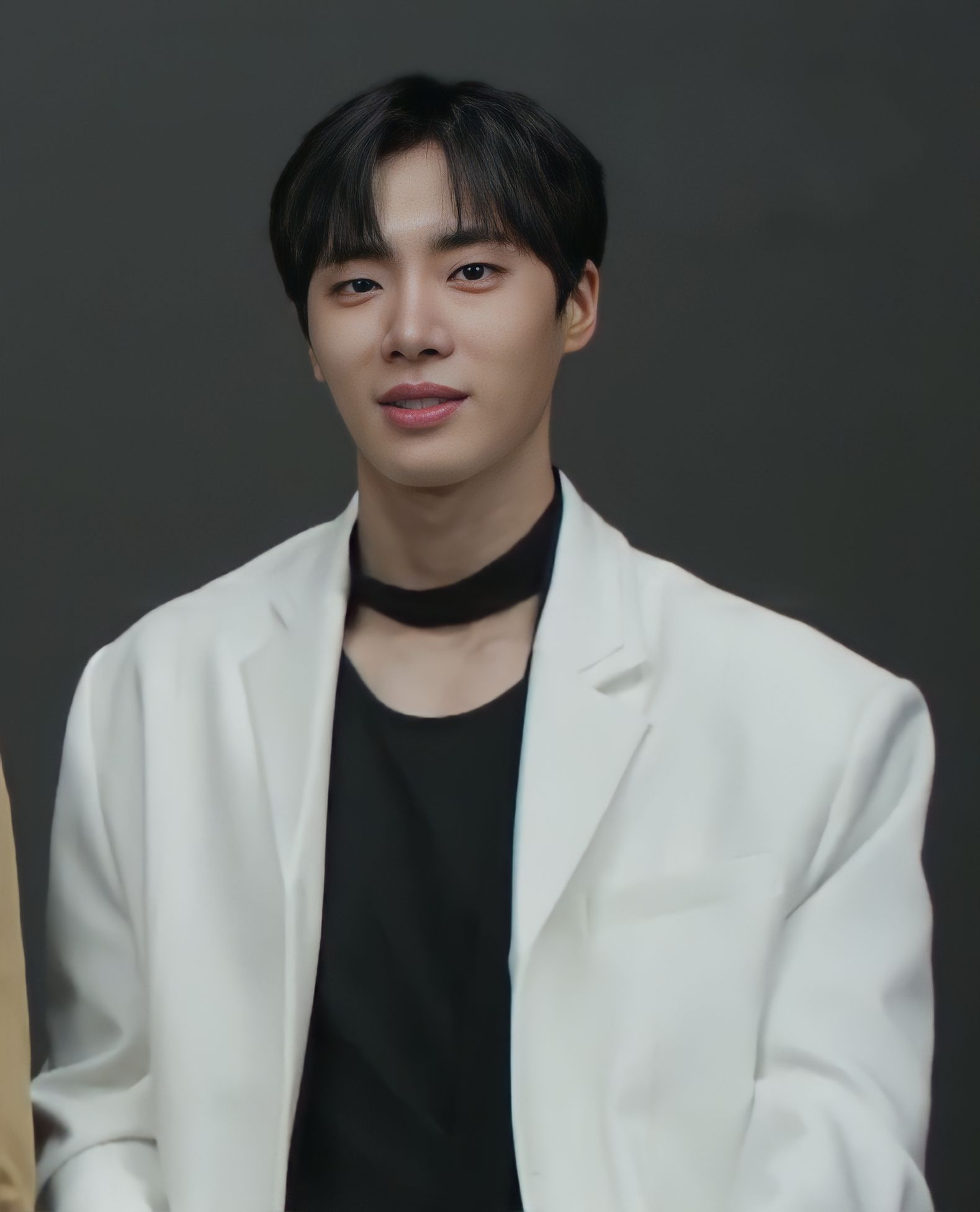
Чху Ён У в 2023 году

В 2023 году, в преддверии выхода дорамы «Оазис», телеканал KBS2 опубликовал снимки с первого чтенья сценария к сериалу, главные роли в котором исполняют Чан До Юн, Соль И На и Чху Ён У. Сериал рассказывает об истории троих молодых людей, которые борются за своим мечты в нестабильный политический период с 1980 по 1990-е года в Южной Корее. Ён У сыграл роль друга детства Ли Ду Хака, которого играет Чан До Юн, и его заклятого соперника Чхве Чхоль Уна. За эту роль Ён У был удостоен премии KBS Drama Awards в категории «Лучший новый актёр», а также получил две номинации в категориях «Выдающиеся достижения, актёр в мини-сериале» и премию за популярность, а также номинацию на APAN Star Awards в категории «Лучший новый актёр».

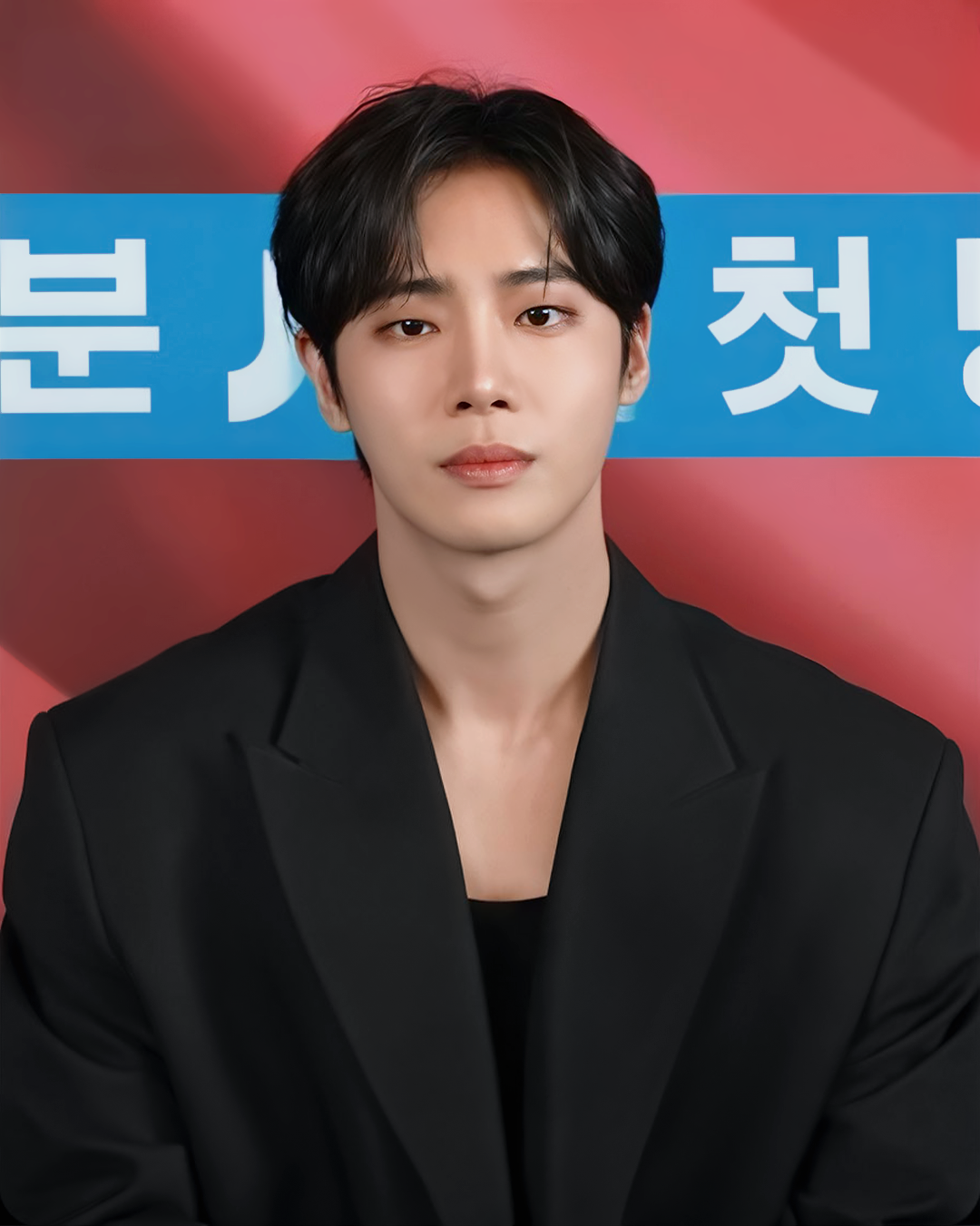
Чху Ён У на пресс-конференции сериала «История госпожи Ок», 2024 год

Прорывной ролью для Чху, которая показала его многогранность как актёра и принёсшая первую славу, стала роль в историческом сериале «История госпожи Ок», к которому он присоединился в 2023 году. Он сыграл двойную роль: Сон Юн Гёма, старшего сына благородной семьи и Чон Сын Хви, странствующего артиста, хранящего секреты, в том числе главной героини, которую сыграла Лим Джиён. Эта роль стала его первой работой в историческом сериале и также первой работой, где он исполнил сразу две роли. Его подготовка к этим ролям была интенсивной. За три месяца до съёмок он тренировался в боевых искусствах, верховой езде и стрельбе из лука для роли Юн Гёма. Для роли Сын Хви он еженедельно брал уроки пения и танцев и даже исполнил «Давай никогда больше не расстанемся» — оригинальную песню для дорамы. Релиз состоялся в 2024 году. За роль в сериале Чху Ён У был удостоен престижной премии «Пэксан» в категории «Лучший новый актёр — телевещание».
В 2023 году присоединился к актёрскому составу сериала от Netflix «Травматологический центр», релиз которого состоялся 24 января 2025 года. Он сыграл роль Ян Чжэвона, талантливого ученика гениального хирурга-травматолога Пэк Канхёка, которого сыграл Чу Джихун. Чху и его «броманс» с коллегой по сериалу Чу Джихуном, который является для него примером для подражания как в роли, так и в реальной жизни, очаровал зрителей, а критики высоко оценили, как актёр смог быстро перейти к драматическому образу современной дорамы после роли в историческом сериале, а сам актёр, для воплощения характера персонажа, сменил причёску и специально сделал походку неуклюжей. За эту роль Чху получил телепремию «Голубой дракон» в категории «Лучший новый актёр». 
Также в 2023 году Netflix объявил актёрский состав нуар-сериала «Пощады нет никому», в который вошёл и Чху Ён У. Он сыграет роль Ли Гым Со, сына Ли Чжу Уна, роль которого исполнит Хо Джунхо. Его персонаж в настоящее время дистанцируется от банды, работая прокурором. Однако его непредсказуемые амбиции обещают внести напряженность в сериал. Релиз состоялся 6 июня.
В феврале 2025 года стало известно, что Чху присоединился к предстоящему сериалу от tvN «Вверх тормашками», также известного под названием «Кён У и фея». Сериал создан по одноимённому вебтуну. Актёр сыграет роль Пэ Кён У, человека, которому не везёт в жизни, но которая начинает меняться после встречи с Сон А, которую сыграет Чхо Ихён, также с ними сыграет Чха Кан Юн. Релиз сериала состоялся 23 июня.
В марте 2025 года Чху, по сообщению своего агентства, получил предложение исполнить главную роль в сериале «Долгий отпуск», режиссёра Ли Джонхё, известного по сериалу «Любовь приходит с неба».
В апреле 2025 года стало известно, что Чху Ён У и актрисе Син Сиа поступили предложения присоединиться к проекту режиссёра Ким Хе Ён, известной созданием фильма «Всё в порядке!». Актёрам было предложено исполнить главные роли в корейском ремейке японского фильма «Даже если эта любовь исчезнет сегодня ночью». Чху должен будет сыграть роль Ким Джэ Вона, безэмоционального парня, борющегося с наследственной болезнью сердца, который, живя с постоянной перспективой смерти, блуждает без цели до тех пор, пока не встречает Хан Со Юн, в исполнении Син Сиа. В июне стало известно, что Чху и Син подтвердили своё участие в проекте, начало съёмок ожидается 5 июля.

## Противоречивость

### Скандал в Instagram
После успешных ролей в «История госпожи Ок» и «Травматологический центр», актёр попал под критику новообретённых фанатов за то, что тот был подписан на скандальных корейских блогеров, которые, по мнению корейских нетизенов, публикуют откровенный контент. Среди подписок актёра был рэпер Чон Сан Су, известный неоднократным вождением в нетрезвом виде, стычками с полицией и сексуальными домогательствами к определённым личностям в своих рэп-партиях и другими скандальными действиями.
Хотя Чху сразу же отписался от этих пользователей, он уже привлёк к себе внимание в Интернете. Актёр принёс свои извинения, заявив: «...я понял, что мне нужно больше контролировать свои мысли. Это в ещё большей степени относится к моим действиям. Что касается этого вопроса, то у меня не было никаких особых намерений, стоящих за моими подписками. Я часто смотрю «рилсы» и «шортсы», и мне жаль, если из-за этого люди чувствуют себя некомфортно. В будущем я буду более осторожен».

## Личная жизнь
Оба родителя Чху Ён У — модели. Отец, Чху Сын Иль, — модель, популярный в Корее в 90-х годах, особенно узнаваемый за свои длинные волосы и высокий рост, 187 сантиметров, что и стало визитной карточкой его модельной карьеры, за время которой был признан топ-моделью наряду с Чха Сынвоном, однако рано покинул модельный мир, вызвав разочарование у поклонников. Матерью Чху Ён У является фотомодель Кан Сон Чжин.
Также у Чху Ён У есть младший брат Чха Чон У (кор. 차정우; род. 2002 год) — начинающий актёр, известный по роли в BL-дораме «Тайные отношения» 2025 года от Watcha.

## Фильмография

### Телевидение
| Год       | Название                       | Роль                            | Примечание                              | Ист.          |
| --------- | ------------------------------ | ------------------------------- | --------------------------------------- | ------------- |
| 2021      | Полицейская академия           | Пак Мин Кю                      | Роль второго плана                      | [ 42 ] [ 43 ] |
| 2021-2022 | Школа 2021                     | Чон Ён Джу                      | Главная роль                            | [ 44 ] [ 45 ] |
| 2022      | O’PENing — Вавилонский синдром | Чан Ха Ныль                     | 5 сезон; одноактная драма, главная роль | [ 46 ]        |
| 2023      | Оазис                          | Чхве Чхоль Ун                   | Главная роль                            | [ 47 ]        |
| 2024-2025 | История госпожи Ок             | Чон Сын Хи/Сон Со Ин/Сон Юн Гём | Главная роль                            | [ 48 ]        |
| 2025      | Вверх тормашками               | Пэ Кён У                        | Главная роль                            | [ 49 ]        |

### Веб-сериалы
| Год  | Название                        | Роль        | Примечание         | Ист.   |
| ---- | ------------------------------- | ----------- | ------------------ | ------ |
| 2021 | Ты заставляешь меня танцевать   | Сон Си Он   | Главная роль       | [ 50 ] |
| 2022 | Неожиданный деревенский дневник | Хан Чжи Юль | Главная роль       | [ 13 ] |
| 2025 | Травматологический центр        | Ян Чжэ Вон  | Главная роль       | [ 51 ] |
| 2025 | Пощады нет никому               | Ли Гым Со   | Роль второго плана | [ 30 ] |

## Награды и номинации
| Награда                       | Год  | Категория                                    | Работа                            | Результат | Ист.          |
| ----------------------------- | ---- | -------------------------------------------- | --------------------------------- | --------- | ------------- |
| Премия «Пэксан»               | 2025 | Лучший новый актёр — телевещание             | История госпожи Ок                | Победа    | [ 25 ]        |
| Телепремия «Голубой дракон»   | 2025 | Лучший новый актёр                           | Травматологический центр          | Победа    | [ 52 ] [ 29 ] |
| APAN Star Awards              | 2023 | Лучший новый актёр                           | Оазис                             | Номинация | [ 21 ]        |
| APAN Star Awards              | 2023 | Выдающиеся достижения, актёр веб-сериала     | Неожиданный деревенский дневник   | Победа    | [ 15 ]        |
| Asia Star Entertainer Awards  | 2025 | Лучший артист (актёр)                        | Чху Ён У (вместе с Пён У Соком)   | Победа    | [ 53 ]        |
| Asia Star Entertainer Awards  | 2025 | Глобальный восходящий артист                 | Чху Ён У                          | Победа    | [ 53 ]        |
| KBS Drama Awards              | 2021 | Лучший новый актёр                           | Полицейская академия и Школа 2021 | Номинация | [ 12 ]        |
| KBS Drama Awards              | 2023 | Лучший новый актёр                           | Оазис                             | Победа    | [ 18 ]        |
| KBS Drama Awards              | 2023 | Выдающиеся достижения, актер в мини-сериале  | Оазис                             | Номинация | [ 19 ]        |
| KBS Drama Awards              | 2023 | Награда за популярность, актёр               | Оазис                             | Номинация | [ 20 ]        |
| Brand Customer Loyalty Awards | 2025 | Восходящая звезда, актёр (мужская категория) | Чху Ён У                          | Победа    | [ 54 ]        |